# محمد بن علي البغلي
محمد بن علي بن أمليخان البغلي الأحسائي (؟ - 1854 م/ 1270 هـ) شاعر وطبيب شعبي سعودي من أهل القرن التاسع عشر الميلادي/ الثالث عشر الهجري. ولد في مدينة الهفوف بالأحساء ونشأ فيها في عائلة مسلمة جعفرية. درس مقدماته على علمائها ثم ذهب إلى العراق لاستكمال دراسته فيها. مارس الطب الشعبي. له قصائد تضمنتها مصادر دراسته. جمعت وطبعت ديوانه في 2020 بجهود جواد بن حسين الرمضان. 

## سيرته
ولد محمد بن علي بن أمليخان البغلي الأحسائي في مدينة الهفوف عاصمة الأحساء في سنة غير معلومة، ونشأ بها وفيها أخذ أوائل تحصيله العلمي والأدبي على يد علمائها وأدبائها آنذاك. سافر إلى العراق وزار النجف وكربلاء. 
كانت له علاقات ودية ومساجلات شعرية مع بعض العلماء والأدباء في النجف، واكتسب شهرة أدبية واسعة في زمانه، ذكره جملة من العلماء والأدباء الذين عاصروه، منهم علي بن محمد الرمضان الخزاعي، وكان للبغلي معه علاقة ودية وأدبية، وعبد الله بن محمد بن عثمان الأحسائي، وهما بدورهما كانت تربطهما علاقة ودية مع شاعر آخر من أهل العراق في مدينة البصرة، وهو عبد الجليل البصري وقد امتدح الأحسائي كلا منهما.

توفي البغلي سنة 1270 هـ في مسقط رأسه. 

## شعره
جاء في معجم البابطين عن شاعريته:
طبع ديوان البغلي في سنة 2020 بتحقيق جواد بن حسين الرمضان. 

## مؤلفاته
من آثاره:
- أبيات يجمع فيها أحكام المبتدأ والخبر، ويظهر أنها من أرجوزة له ضاعت.
- ديوانه وأغلبه في أهل البيت، والباقي منه في مواضيع أخرى، ويبلغ عدد أبياته 1035 بيتا من الشعر العمودي، والمربعات، والتخاميس، والرجز، وفيه ما يشبه البند، وله قصائد في الغزل.

## وصلات خارجية
- في بوابة الشعراء
- في معجم البابطين